# Premi Emmy 1999
La cerimonia della 51ª edizione dei Primetime Emmy Awards (51st Primetime Emmy Awards) si è tenuta allo Shrine Auditorium di  Los Angeles il 12 settembre 1999.
La cerimonia è stata presentata da Jenna Elfman e David Hyde Pierce e trasmessa dalla FOX.
I Creative Arts Emmy Awards sono stati consegnati il 28 agosto.

## Primetime Emmy Awards

### Migliore serie drammatica
- The Practice - Professione avvocati
- E.R. - Medici in prima linea
- Law & Order - I due volti della giustizia
- New York Police Department
- I Soprano

### Migliore serie comica o commedia
- Ally McBeal
- Frasier
- Friends
- Sex and the City
- Tutti amano Raymond

### Migliore miniserie
- Hornblower, registi vari
- The '60s, regia di Mark Piznarski
- Giovanna d'Arco (Joan of Arc), regia di Christian Duguay
- Great Expectations, regia di Julian Jarrold
- The Temptations, regia di Allan Arkush

### Migliore film per la televisione
- Death Row - Nel braccio della morte (A Lesson Before Dying), regia di Joseph Sargent
- Dash and Lilly, regia di Kathy Bates
- Una decisione sofferta (The Baby Dance), regia di Jane Anderson
- I pirati di Silicon Valley (Pirates of Silicon Valley), regia di Martyn Burke
- Rat Pack - Da Hollywood a Washington (The Rat Pack), regia di Rob Cohen

### Migliore attore in una serie drammatica
- Dennis Franz (Andy Sipowicz) – New York Police Department
- James Gandolfini (Tony Soprano) – I Soprano
- Jerry Orbach (Lennie Briscoe) – Law & Order - I due volti della giustizia
- Jimmy Smits (Bobby Simone) – New York Police Department
- Sam Waterston (Jack McCoy) – Law & Order - I due volti della giustizia

### Migliore attore in una serie comica o commedia
- John Lithgow (Dick Solomon) – Una famiglia del terzo tipo
- Michael J. Fox (Mike Flaherty) – Spin City
- Kelsey Grammer (Frasier Crane) – Frasier
- Paul Reiser (Paul Buchanan) – Innamorati pazzi
- Ray Romano (Raymond Barone) – Tutti amano Raymond

### Migliore attore in una miniserie o film per la televisione
- Stanley Tucci (Walter Winchell) – Winchell, regia di Paul Mazursky
- Don Cheadle (Grant Wiggins) – Death Row - Nel braccio della morte
- Ian Holm (Re Lear) – King Lear, regia di Richard Eyre
- Jack Lemmon (Henry Drummond) – Inherit the Wind, regia di Daniel Petrie
- Sam Shepard (Dashiel Hammett) – Dash and Lily

### Migliore attrice in una serie drammatica
- Edie Falco (Carmela Soprano) – I Soprano
- Gillian Anderson (Dana Scully) – X-Files
- Lorraine Bracco (Jennifer Melfi) – I Soprano
- Christine Lahti (Kathryn Austin) – Chicago Hope
- Julianna Margulies (Carol Hathaway) – E.R. - Medici in prima linea

### Migliore attrice in una serie comica o commedia
- Helen Hunt (Jamie Buchanan) – Innamorati pazzi
- Jenna Elfman (Dharma Montgomery) – Dharma & Greg
- Calista Flockhart (Ally McBeal) – Ally McBeal
- Patricia Heaton (Debra Barone) – Tutti amano Raymond
- Sarah Jessica Parker (Carrie Bradshaw) – Sex and the City

### Migliore attrice in una miniserie o film per la televisione
- Helen Mirren (Ayn Rand) – The Passion of Ayn Rand, regia di Christopher Menaul
- Stockard Channing (Rachel Luckman) – Una decisione sofferta
- Judy Davis (Lilliam Hellman) – Dash and Lilly
- Ann-Margret (Pamela Harriman) – Pamela Churchill, una vita tra uomini e politica (Life of the Party: The Pamela Harriman Story), regia di Waris Hussein
- Leelee Sobieski (Giovanna d'Arco) – Giovanna d'Arco

### Migliore attore non protagonista in una serie drammatica
- Michael Badalucco (Jimmy Berluti) – The Practice - Professione avvocati
- Benjamin Bratt (Reynaldo Curtis) – Law & Order - I due volti della giustizia
- Steve Harris (Eugene Young) – The Practice - Professione avvocati
- Steven Hill (Adam Schiff) – Law & Order - I due volti della giustizia
- Noah Wyle (John Carter) – E.R. - Medici in prima linea

### Migliore attore non protagonista in una serie comica o commedia
- David Hyde Pierce (Niles Crane) – Frasier
- Peter Boyle (Frank Barone) – Tutti amano Raymond
- John Mahoney (Martin Crane) – Frasier
- Peter MacNicol (John Cage) – Ally McBeal
- David Spade (Dennis Finch) – Just Shoot Me!

### Migliore attore non protagonista in una miniserie o film per la televisione
- Peter O'Toole (Pierre Cauchon) – Giovanna d'Arco
- Beau Bridges (E.K. Hornbeck) – Inherit The Wind
- Don Cheadle (Sammy Davis Jr.) – Rat Pack - Da Hollywood a Washington
- Peter Fonda (Frank O'Connor) – The Passion of Ayn Rand
- Joe Mantegna (Dean Martin) – Rat Pack - Da Hollywood a Washington

### Migliore attrice non protagonista in una serie drammatica
- Holland Taylor (Roberta Kittleson) – The Practice - Professione avvocati
- Lara Flynn Boyle (Helen Gamble) – The Practice - Professione avvocati
- Kim Delaney (Dian Russell) – New York Police Department
- Camryn Manheim (Ellenor Frutt) – The Practice - Professione avvocati
- Nancy Marchand (Livia Soprano) – I Soprano

### Migliore attrice non protagonista in una serie comica o commedia
- Kristen Johnston (Sally Solomon) – Una famiglia del terzo tipo
- Lisa Kudrow (Phoebe Buffay) – Friends
- Lucy Liu (Ling Woo) – Ally McBeal
- Wendie Malick (Nina van Horn) – Just Shoot Me!
- Doris Roberts (Marie Barone) – Tutti amano Raymond

### Migliore attrice non protagonista in una miniserie o film per la televisione
- Anne Bancroft (Gerry Eileen Cummins) – In fondo al mio cuore (Deep in My Heart), regia di Anita W. Addison
- Jacqueline Bisset (Isabelle D'Arc) – Giovanna d'Arco
- Olympia Dukakis (Suor Babette) – Giovanna d'Arco
- Bebe Neuwirth (Dorothy Parker) – Dash and Lilly
- Cicely Tyson (Zia Lou) – Death Row - Nel braccio della morte
- Dianne Wiest (Sarah) – Un mondo senza tempo (The Simple Life of Noah Dearborn), regia di Gregg Champion

### Migliore regia per una serie drammatica
- New York Police Department – Paris Barclay
- Homicide – Ed Sherin
- Law & Order - I due volti della giustizia – Matthew Penn
- I Soprano – David Chase

### Migliore regia per una serie comica o commedia
- Sports Night – Thomas Schlamme
- Ally McBeal – Arlene Sanford
- Friends – Michael Lembeck
- Tutti amano Raymond – Will Mackenzie
- Will & Grace – James Burrows

### Migliore regia per una miniserie o film per la televisione
- The Temptations – Allan Arkush
- Dash and Lilly – Kathy Bates
- Death Row - Nel braccio della morte – Joseph Sargent
- Una decisione sofferta – Jane Anderson
- Giovanna d'Arco – Christian Duguay

### Migliore sceneggiatura per una serie drammatica
- I Soprano – David Chase e James Manos, Jr.
- New York Police Department – Steven Bochco, Bill Clark, David Milch e Nicholas Wootton
- I Soprano – Mitchell Burgess e Robin Green
- I Soprano – David Chase
- I Soprano – Frank Renzulli

### Migliore sceneggiatura per una serie comica o commedia
- Frasier – Jay Kogen
- Ally McBeal – David E. Kelley
- Friends – Alexa Junge
- Just Shoot Me! – Steven Levitan
- Sports Night – Aaron Sorkin

### Migliore sceneggiatura per una miniserie o film per la televisione
- Death Row - Nel braccio della morte – Ann Peacock
- Dash And Lilly – Jerry Ludwig
- Una decisione sofferta – Jane Anderson
- I pirati di Silicon Valley – Martyn Burke
- Rat Pack - Da Hollywood a Washington – Kario Salem

## Creative Arts Emmy Awards

### Migliore attore ospite in una serie drammatica
- Edward Herrmann (Anderson Pearson) – The Practice - Professione avvocati
- Tony Danza (Tommy Silva) – The Practice - Professione avvocati
- Charles S. Dutton (Alvah Case) – Oz
- John Heard (Detective Vin Makazian) – I Soprano
- Mandy Patinkin (Dr. Jeffrey Geiger) – Chicago Hope

### Migliore attore ospite in una serie comica o commedia
- Mel Brooks (Phil Buchman) – Innamorati pazzi
- Woody Harrelson (Woody) – Frasier
- Charles Nelson Reilly (Mr. Hathaway) – The Drew Carey Show
- John Ritter (George Madison) – Ally McBeal
- William Shatner (La Grande Testa Gigante) – Una famiglia del terzo tipo

### Migliore attrice ospite in una serie drammatica
- Debra Monk (Katie Sipowicz) – New York Police Department
- Veronica Cartwright (Cassandra Spender) – X-Files
- Patty Duke (Nancy) – Il tocco di un angelo
- Julia Roberts (Katrina Ludlow) – Law & Order - I due volti della giustizia
- Marion Ross (Emma Winowitz) – Il tocco di un angelo

### Migliore attrice ospite in una serie comica o commedia
- Tracey Ullman (Tracy Clark) – Ally McBeal
- Christine Baranski (Dr. Nora Fairchild) – Frasier
- Kathy Bates (Charlotte Everly) – Una famiglia del terzo tipo
- Piper Laurie (Mrs. Mulhern) – Frasier
- Laurie Metcalf (Jennifer) – Una famiglia del terzo tipo

### Migliore serie animata della durata massima di un'ora
- King of the Hill per l'episodio And They Call It Bobby Love
- I Simpson per l'episodio Viva Ned Flanders
- Futurama per l'episodio Palla di immondizia
- Le Superchicche per l'episodio Bubblevicious / The Bare Facts
- The PJs per l'episodio He's Gotta Have It